# 大航海時代 (ゲーム)
『大航海時代』（だいこうかいじだい）は、1990年5月18日に日本の光栄から発売されたPC-8801mkIISR用シミュレーションゲーム（同社はリコエイションゲームと呼称）。便宜上、「大航海時代I」「初代」と呼ぶこともある。
同社の『大航海時代シリーズ』第1作目。プレイヤーは主人公の16世紀のポルトガルの没落貴族フェレロ家の後継ぎとして航海者となり、失われた爵位を取り戻すことが目的である。名声ポイントを高めて高い爵位を取得する事や王女との結婚を目的としている点などを特徴としている。
開発は光栄が行い、プロデューサーはフクザワ・エイジ、音楽は同社のパソコン用ソフト『三國志』（1985年）や『信長の野望・全国版』（1986年）などを手掛けた菅野よう子が担当している。
PC-88SR版の発売後、他の日本国産パソコン各機種に移植された他、アメリカ合衆国においても『Uncharted Waters』のタイトルでMacintoshやPC/AT互換機に移植され、1991年にはファミリーコンピュータに移植された。その他、1992年にメガドライブに移植された時にはグラフィックの品質が向上した他、コマンド操作の簡略化がされている。『スーパー大航海時代』のタイトルでスーパーファミコンに移植された。2004年には携帯電話ゲームとして『Mobile大航海時代』のタイトルで配信された。PC-9801版の復刻収録は『コーエー25周年記念パック Vol.3』、『コーエー定番シリーズ』として単品発売「my GAMECITY クラシックゲーム館」でのブラウザゲーム版、Steamでのダウンロード販売で行われている。
後に続編となるPC-9801用ソフト『大航海時代II』（1993年）が発売され、以後シリーズ化された。

## ゲーム内容

### システム
プレイヤーは主人公のレオン・フェレロ（名前変更可能）となり、主人公の父に仕えていた老航海士ロッコ・アレムケルとともに船に乗り、冒険や交易、海戦を行いながら名声ポイントを上げていく。名声ポイントが高くなるに従ってより高い爵位を得るとともにイベントが進行するシステムとなっており、最終的にはポルトガル王女との結婚も目的の一つとなる。イベントの数が続編に比べて少ないが、そのぶん自由度は高い。テンキーもしくはマウスでプレイできる。

### 名声の上げ方
名声を上げるには以下の方法がある。
港を発見する
スタート地点であるヨーロッパのゲーム開始時から発見されている以外の港、外洋の港、補給港の発見でわずかながら上がる。外洋の港の方が発見した時の名声が高い。
同盟港を増やす
港の施設に投資をすることで支持率を上げることができ、支持率が80%以上になると同盟港となる。すでに他国の同盟港になっている港の場合、その国の敵対心が上昇し、狙われやすくなる。
港の人からの依頼の達成
ギルドや交易所で交易品購入や財宝入手の依頼を受ける場合があり、達成すると名声が上がる。
ポルトガル以外の艦隊との戦闘で勝利
装備の揃ってくる中盤以降の手段となる。
勅命を果たす
名声が一定値まで上昇すると勅命を受ける。港の依頼と異なり、断ると名声が大幅に下がる。達成後は爵位が得られる。

## 舞台
港には様々な施設がある一般港と、補給のみ可能な補給港がある。以下一般港の施設について解説する。
港
出航、物資の補給、編成が可能。
造船所
船の建造、改造、修理、売却、造船所への投資が可能。投資により工業価値が上がり、建造できる船の種類が増える。船には新造と中古があり、新造は中古に比べ高いかわりに建造時に一部のスペックを設定できる。
酒場
情報収集をしたり、乗員・航海士を雇用／解雇する場所。イベントが進行することもある。
交易所
交易品の売買及び交易所への投資ができる。投資で商業価値が上昇し、交易品の種類が増えたり、造船所で船首像が買えるようになったりする。
宿屋
無料で情報を見ることができる。
王宮　　　　　　
リスボン、セビリア、イスタンブールにある。リスボンの王宮では、謁見して勅命を受ける以外にも、姫との密会、貯金が可能で、資金や乗員を援助してもらうこともできる。セビリア、イスタンブールでは謁見のみ可能で、それぞれの国の情報として同盟港を教えてもらえることがある。
ギルド
アイテムや財宝の売買ができる。有料だが国の情報も見ることができる。
寺院
セーブをすることができる。家庭用移植版には存在しない。
埠頭
ここへ行くと1日が過ぎる。
補給港はマップ画面上では一般港と同じで見分けられないが、施設は港と埠頭のみしかないため物資の補給目的にしか利用できず、どこかの国の同盟港となることもない。

## 登場人物
レオン・フェレロ
ポルトガルの若き航海士。嵐で死んだ父の跡を継いで貿易商人となる。スタート時に名前変更可能。
ロッコ・アレムケル
本編中では名前が登場せず「老航海士」と表記される。パソコン版のサブマニュアルである「海洋見聞録」では名前が登場していた。（パソコン版ハンドブック、ファミリーコンピュータ版ガイドブックでもロッコという名前で紹介されている。）父の代から仕える水夫。仲間が1人もいない時に案内役を務める。
クリス
ポルトガル王マヌエルの一人娘。レオンとは密かに惹かれあう仲だが、身分の壁により隔てられている。
マルコ
最初期にリスボンの酒場にいる航海士。レオンの勇気が80以上なら無条件で仲間になってくれるため、最初のキャラクターメイキングで勇気を80以上にして仲間に加えておくとよい。アプリ版では3番目の主人公になる。
フェルナンド
リスボンの酒場にいる航海士。アプリ版では2番目の主人公となり、イスパニアの士爵、および私掠艦隊の提督として登場する。その際、フェルディナンド・マゼランをモデルにしている（フェルナンドはフェルディナンドのスペイン語読みである）。もと探検隊であったフェルナンドはアルメイダらポルトガル貴族の讒言で王宮を追放され、ポルトガルに復讐するため、イスパニアの海賊となる。
ファスコ
ヴァスコ・ダ・ガマがモデルの航海士。
クリストフ
クリストファー・コロンブスがモデルの航海士。家庭用では各航海士のグラフィックが新たに描き直され、上記3人はパッケージイラストを基にした顔となった。
ディアス
バルトロメウ・ディアスがモデルの航海士。ペルナンブーゴの酒場にいる。仲間になる全航海士中最大の航海レベル・戦闘レベルを持つ。
その他の人物
アメリクス（アメリゴ・ヴェスプッチ）、フランシスコ（フランシスコ・ザビエル）などが歴史上の人物をモデルとして登場している。

## 移植版
| No. | タイトル                                | 発売日                   | 対応機種                            | 開発元         | 発売元         | メディア                                              | 型式                              | 備考            | Ref.                    |
| --- | --------------------------------------- | ------------------------ | ----------------------------------- | -------------- | -------------- | ----------------------------------------------------- | --------------------------------- | --------------- | ----------------------- |
| 1   | 大航海時代                              | 1990年7月26日            | PC-9801                             | 光栄           | 光栄           | 5インチフロッピーディスク 3.5インチフロッピーディスク | KN10040020 (5") KN10040030 (3.5") |                 |                         |
| 2   | 大航海時代                              | 1990年7月                | X1turbo                             | 光栄           | 光栄           | 5インチフロッピーディスク                             | KN10040010                        |                 |                         |
| 3   | 大航海時代                              | 1990年9月11日            | MSX2                                | 光栄           | 光栄           | ロムカセット                                          | KN10040050                        |                 |                         |
| 4   | 大航海時代                              | 1990年9月27日            | MSX2                                | 光栄           | 光栄           | フロッピーディスク                                    | KN10040040                        |                 |                         |
| 5   | 大航海時代                              | 1990年11月1日            | FM TOWNS                            | 光栄           | 光栄           | CD-ROM + フロッピーディスク                           | KN10071050                        |                 |                         |
| 6   | 大航海時代                              | 1990年12月14日           | X68000                              | 光栄           | 光栄           | 5インチフロッピーディスク                             | KN10040060                        |                 |                         |
| 7   | 大航海時代 Uncharted Waters             | 1991年3月15日 1991年11月 | ファミリーコンピュータ              | 光栄           | 光栄           | 5メガビット+128キロRAM                                | KOE-QK NES-QK-USA                 |                 |                         |
| 8   | Uncharted Waters                        | 1991年                   | Macintosh PC/AT互換機               | 光栄           | 光栄           | フロッピーディスク                                    | -                                 |                 |                         |
| 9   | 大航海時代 Uncharted Waters             | 1992年4月29日 1992年11月 | メガドライブ                        | 光栄           | 光栄           | 8メガビットロムカセット                               | T-76053 T-76026                   |                 |                         |
| 10  | スーパー大航海時代 Uncharted Waters     | 1992年8月5日 1993年1月   | スーパーファミコン                  | 光栄           | 光栄           | 8メガビット+64キロRAMロムカセット                     | SHVC-QK SNS-QK-USA                |                 |                         |
| 11  | コーエー25周年パックVol.3               | 2003年10月24日           | Windows 98 - XP                     | コーエー       | コーエー       | CD-ROM                                                | -                                 | PC-9801版の移植 | [ 6 ] [ 7 ] [ 8 ] [ 9 ] |
| 12  | Mobile 大航海時代                       | 2004年2月16日            | iアプリ                             | コーエー       | コーエー       | ダウンロード                                          | -                                 |                 | [ 10 ] [ 11 ]           |
| 13  | Mobile 大航海時代                       | 2004年4月28日            | ボーダフォンライブ! （Vアプリ）     | コーエー       | コーエー       | ダウンロード                                          | -                                 |                 | [ 12 ]                  |
| 14  | Mobile 大航海時代                       | 2004年10月21日           | EZアプリ (Java) Phase3 （EZアプリ） | コーエー       | コーエー       | ダウンロード                                          | -                                 |                 | [ 13 ] [ 14 ]           |
| 15  | コーエー定番シリーズ 大航海時代         | 2005年7月15日            | Windows 98 - XP                     | コーエー       | コーエー       | CD-ROM                                                | -                                 |                 | [ 15 ] [ 16 ]           |
| 16  | 大航海時代                              | 2012年12月20日           | ブラウザゲーム                      | コーエーテクモ | コーエー       | ダウンロード （クラシックゲーム館）                   | -                                 |                 | [ 17 ]                  |
| 17  | シブサワ・コウ アーカイブスパック Vol.5 | INT 2017年4月29日        | Microsoft Windows 7/8.1/10          | コーエーテクモ | コーエーテクモ | ダウンロード (Steam)                                  | -                                 |                 | [ 18 ] [ 19 ]           |

## 音楽
サウンドトラック
- 大航海時代 KECH-1002
- 光栄オリジナルBGM集Vol.4 大航海時代+グレードアップ・ヴァージョン KECH-1005
- 光栄オリジナルBGM集Vol.6 提督の決断/スーパー大航海時代 KECH-1031（※スーパーファミコン音源をそのまま使用）

## 評価
ファミリーコンピュータ版
ゲーム誌『ファミコン通信』の「クロスレビュー」では合計28点（満40点）、『ファミリーコンピュータMagazine』の読者投票による「ゲーム通信簿」での評価は以下の通り、20.6点（満30点）となっている。
| 項目 | キャラクタ | 音楽 | お買得度 | 操作性 | 熱中度 | オリジナリティ | 総合 |
| 得点 | 3.5        | 3.5  | 2.9      | 3.2    | 3.7    | 3.8            | 20.6 |

メガドライブ版
ゲーム誌『ファミコン通信』の「クロスレビュー」では、6・8・6・5の合計25点（満40点）、『メガドライブFAN』の読者投票による「ゲーム通信簿」での評価は以下の通り、21.24点（満30点）となっている。
| 項目 | キャラクタ | 音楽 | 操作性 | 熱中度 | お買得度 | オリジナリティ | 総合  |
| 得点 | 3.45       | 3.42 | 3.11   | 4.06   | 3.09     | 4.11           | 21.24 |
スーパーファミコン版
ゲーム誌『ファミコン通信』の「クロスレビュー」では、6・7・7・5の合計25点（満40点）、『ファミリーコンピュータMagazine』の読者投票による「ゲーム通信簿」での評価は以下の通り、21.14点（満30点）となっている。この得点は1993年時点でのスーパーファミコン全ソフトの中で、123位（323本中）である。
| 項目 | キャラクタ | 音楽 | 操作性 | 熱中度 | お買得度 | オリジナリティ | 総合  |
| 得点 | 3.75       | 3.59 | 3.44   | 3.83   | 2.88     | 3.67           | 21.14 |